# Do No Harm
Cet article concerne la série télévisée. Pour le précepte, voir Primum non nocere.
Do No Harm est une série télévisée américaine en treize épisodes de 42 minutes créée par David Schulner dont seulement deux épisodes ont été diffusés le 31 janvier et le 7 février 2013 sur le réseau NBC aux États-Unis et en simultané sur le réseau CTV au Canada. Les épisodes restants sont diffusés sur NBC entre le 29 juin et le 7 septembre 2013.
En France, la série est diffusée depuis le 21 mars 2014 sur TF6. Néanmoins, elle reste inédite dans les autres pays francophones.

## Synopsis
Le Dr Jason Cole est un chirurgien avec un secret. Son trouble dissociatif de l'identité le transforme en personne dangereuse sous le nom de Ian Price.

## Distribution

### Acteurs principaux
- Steven Pasquale (VF : Alexis Victor) : Dr Jason Cole / Ian Price
- Alana de la Garza (VF : Chantal Baroin) : Dr Lena Solis
- Ruta Gedmintas (VF : Marie Giraudon) : Olivia Flynn
- Phylicia Rashād (VF : Maïk Darah) : Dr Vanessa Young
- Michael Esper (VF : François Delaive) : Dr Kenneth Jordan
- John Carroll Lynch (VF : Mathieu Buscatto) : Will Hayes

### Acteurs récurrents
- Samm Levine (VF : Jean-François Cros) : Josh Stern
- Mousa Kraish (en) : Dr Eli Malak (2 épisodes)
- Toni Trucks : Dr Patricia Rivers[5]
- Lin-Manuel Miranda (VF : Antoine Nouel) : Dr Ruben Marcado, le pharmacologiste[6]
- Jurnee Smollett (VF : Noémie Orphelin) : Abby Young, la fille de Vanessa Young[7]
- F. Murray Abraham : le gangster russe[8]
- James Cromwell : le chirurgien[9]
- Jeremy Davidson (en) : Rob (5 épisodes)

### Version française
- Société de doublage : Audi'Art[10],[11]
- Direction artistique : Laura Préjean
- Adaptation des dialogues : Nevem Alokpah, Loïc Espinoza

 Source et légende : version française (VF) sur RS Doublage et Doublage Séries Database

## Production

### Développement
Le développement de la série et la commande du pilote a eu lieu en janvier 2012.
Le 10 mai 2012, NBC a commandé la série pour la saison 2012-2013, et a annoncé trois jours plus tard sa diffusion pour la mi-saison.
Le 12 novembre 2012, NBC a réduit sa commande à douze épisodes.
Le 8 février 2013, après des audiences décevantes pour le pilote ainsi que le deuxième épisode, NBC a annulé la série.

### Casting
Les rôles ont été attribués dans cet ordre: Alana de la Garza et Ruta Gedmintas, Steven Pasquale, Mousa Kraish, Michael Esper, Phylicia Rashād et John Carroll Lynch.

## Fiche technique
- Scénariste du pilote : David Schulner
- Réalisateur du pilote : Michael Mayer (en)
- Producteurs exécutifs : David Schulner, Peter Traugott et Rachel Kaplan
- Société de production : Universal Television

## Épisodes
| N° | Titre français Titre original                     | Réalisation    | Scénario                                                           | 1re diffusion    | Audiences US (en M.) |
| -- | ------------------------------------------------- | -------------- | ------------------------------------------------------------------ | ---------------- | -------------------- |
| 1  | Le Jour et la nuit Pilot                          | Michael Mayer  | David Schulner                                                     | 31 janvier 2013  | 3,12                 |
| 2  | Au bout du fil Don't Answer the Phone             | Jeffrey Reiner | Lisa Zwerling                                                      | 7 février 2013   | 2,21                 |
| 3  | Réveil difficile Morning, Sunshine                | Jeffrey Reiner | David Schulner                                                     | 29 juin 2013     | 1,8                  |
| 4  | Échange de bons procédés Me Likey                 | John Behring   | Eric Charmelo et Nicole Snyder                                     | 6 juillet 2013   | 1,60                 |
| 5  | Grain de folie A Stand-In                         | John Behring   | Lauren Schmidt Hissrich                                            | 20 juillet 2013  | 1,63                 |
| 6  | Parler pour ne rien dire I Can't Keep Your Secret | Michael Waxman | Diane Son                                                          | 27 juillet 2013  | 1,56                 |
| 7  | Œil pour œil Six Feet Deep                        | Kate Woods     | Tracy Bellomo                                                      | 3 août 2013      | 1,68                 |
| 8  | Le Calme avant la tempête The Cookie Jar          | Jeffrey Reiner | Deirdre Mangan                                                     | 10 août 2013     | 1,57                 |
| 9  | Hors de contrôle Circadian Rhythms                | Colin Bucksey  | Tracy Scott Wilson                                                 | 17 août 2013     | 1,89                 |
| 10 | Pris au piège Mine                                | Aaron Lipstadt | Aaron Ginsburg et Wade McIntyre                                    | 24 août 2013     | 2,33                 |
| 11 | Le Chat et la souris But I'm Allergic to Cats     | Omar Madha     | Zev Borow                                                          | 31 août 2013     | 1,71                 |
| 12 | Au nom du fils You Made Me Do This                | Nick Gomez     | David Foster                                                       | 31 août 2013     | 1,88                 |
| 13 | Il n'en restera qu'un This Is How It Ends         | John Behring   | David Foster, David Schulner, Zev Borow et Lauren Schmidt Hissrich | 7 septembre 2013 | 1,54                 |

## Accueil
Le pilote de la série n'a attiré que 3,12 million de téléspectateurs (parts 0.9/3 parmi les 18 à 49 ans), un flop considérant que NBC n'a pas fait suffisamment de publicité, que sa case horaire a été problématique dans le passé (Prime Suspect, The Firm, Chase) qui a été utilisée depuis l'automne pour Rock Center With Brian Williams, un manque de grandes vedettes à l'affiche et une affiche promotionnelle qui ne révèle pas le vrai visage de l'acteur principal.
Le deuxième épisode a attiré que 2,21 million de téléspectateurs (parts 0.7/2 parmi les 18 à 49 ans). NBC a annulé la série, laissant la possibilité de diffuser les dix épisodes restants cet été.